# Трийодтиронін
Трийодтиронін (Т3) — біологічно активна форма тиреоїдних  гормонів щитоподібної залози.
Від 1/3 до 1/5 загальної кількості тиреоїдних гормонів, що виробляються щитоподібною залозою, надходить у кров відразу у формі трийодтироніну. Решта 2/3-4/5 надходять в кров у формі біологічно малоактивного тироксину, що є фактично прогормоном. Але в периферичних тканинах тироксин за допомогою металоферментів селен-залежною монодейодиназою зазнає дейодуваннюя, конвертується в трийодтиронін.
Про біологічні властивості трийодтироніну докладніше див: щитоподібна залоза